# Paranothippus
Paranothippus is een geslacht van hooiwagens uit de familie Assamiidae.
De wetenschappelijke naam Paranothippus is voor het eerst geldig gepubliceerd door Roewer in 1912. 

## Soorten
Paranothippus is monotypisch en omvat slechts de volgende soort:
- Paranothippus singularis